# Leszczowate
Leszczowate (w latach 1977–1981 Zalesie) – wieś w Polsce położona w województwie podkarpackim, w powiecie bieszczadzkim, w gminie Ustrzyki Dolne.
W latach 1975–1998 miejscowość administracyjnie należała do województwa krośnieńskiego.
Wierni kościoła rzymskokatolickiego należą do parafii Matki Bożej Różańcowej w Wańkowej.

## Części wsi
| SIMC    | Nazwa        | Rodzaj    |
| ------- | ------------ | --------- |
| 0358240 | Dolny Koniec | część wsi |
| 0358256 | Górny Koniec | część wsi |

## Historia
Wieś lokowana w 1540 roku na prawie magdeburskim. Od tego czasu należała do rodziny Kraińskich. Pierwszym właścicielem z tej rodziny był Andrzej Kraiński. W Leszczowatem urodził się syn Andrzeja – Krzysztof Kraiński (1556–1618), kaznodzieja kalwiński i superintendent kościołów w Małopolsce, kaznodzieja w Lublinie, Opolu Lubelskim i Łaszczowie, pisarz teologiczny. W XIX w mieszkał tam wybitny wojskowy i inżynier Edmund Kraiński (1804–1887). Ukończył akademię wojskową w Wiedniu i odbył pięcioletnią służbę w korpusie inżynierów armii austriackiej. W 1828 w stopniu porucznika podał się do dymisji i osiadł w dobrach Leszczowate i Maćkowa Wola.
Następnie majątek przejął jego syn Wincenty Kraiński (1846-1924), poseł na Sejm Krajowy Galicji I, II i III kadencji. Ostatnim właścicielem z rodziny Kraińskich był Edmund Kraiński (1887-1965), syn Wincentego, który sprzedał majątek w 1939 roku. Istniejąca do dzisiaj cerkiew została ufundowana przez rodzinę Kraińskich, o czym informuje tabliczka. Znajdujący się obok cerkwi grobowiec 3 członków rodziny Kraińskich splądrowany przez żołnierzy KBW został odbudowany przez mieszkańców wsi.
W II Rzeczypospolitej wieś w powiecie leskim województwa lwowskiego. 30 lipca 1944 roku bojówka UPA dokonała pierwszych w tej miejscowości zbrodni na Polakach. Drewniany dwór został spalony a właściciele zamordowani. Łącznie w latach 1944-1946 nacjonaliści ukraińscy z OUN-UPA zamordowali we wsi lub jej okolicy 42 Polaków[niewiarygodne źródło?].

## Zabytki
Wykaz zabytków nieruchomych wpisanych do rejestru zabytków Narodowego Instytutu Dziedzictwa:
- cerkiew św. Paraskewy, drewniana, z 1922, nr rej.: A-790 z 29.04.1975, obecnie kościół rzymskokatolicki,
- dzwonnica, drewniana, z XVIII w., przebudowywana w 2. poł. XIX w., nr rej. jw.

## Urodzeni w Leszczowatem
- Krzysztof Kraiński, słynny kalwiński kaznodzieja
- Dezydery Smoczkiewicz, – poseł na Sejm IV kadencji (1935–1938), ofiara zbrodni katyńskiej.